# I/O コントローラー・ハブ
I/Oコントローラー・ハブ (I/O Controller Hub, ICH)は、マザーボード上のチップセット内でサウスブリッジとして使用されるインテルの集積回路の開発コードネームである。正規の製品シリーズ型番はIntel 82801である。インテル・ハブ・アーキテクチャにおいて、他のサウスブリッジと同様に、ICHは周辺デバイスを接続し制御するために使用される。
本項では節の名称に、ICHそれぞれの開発コードネームを用いる。

## 製品

### ICH

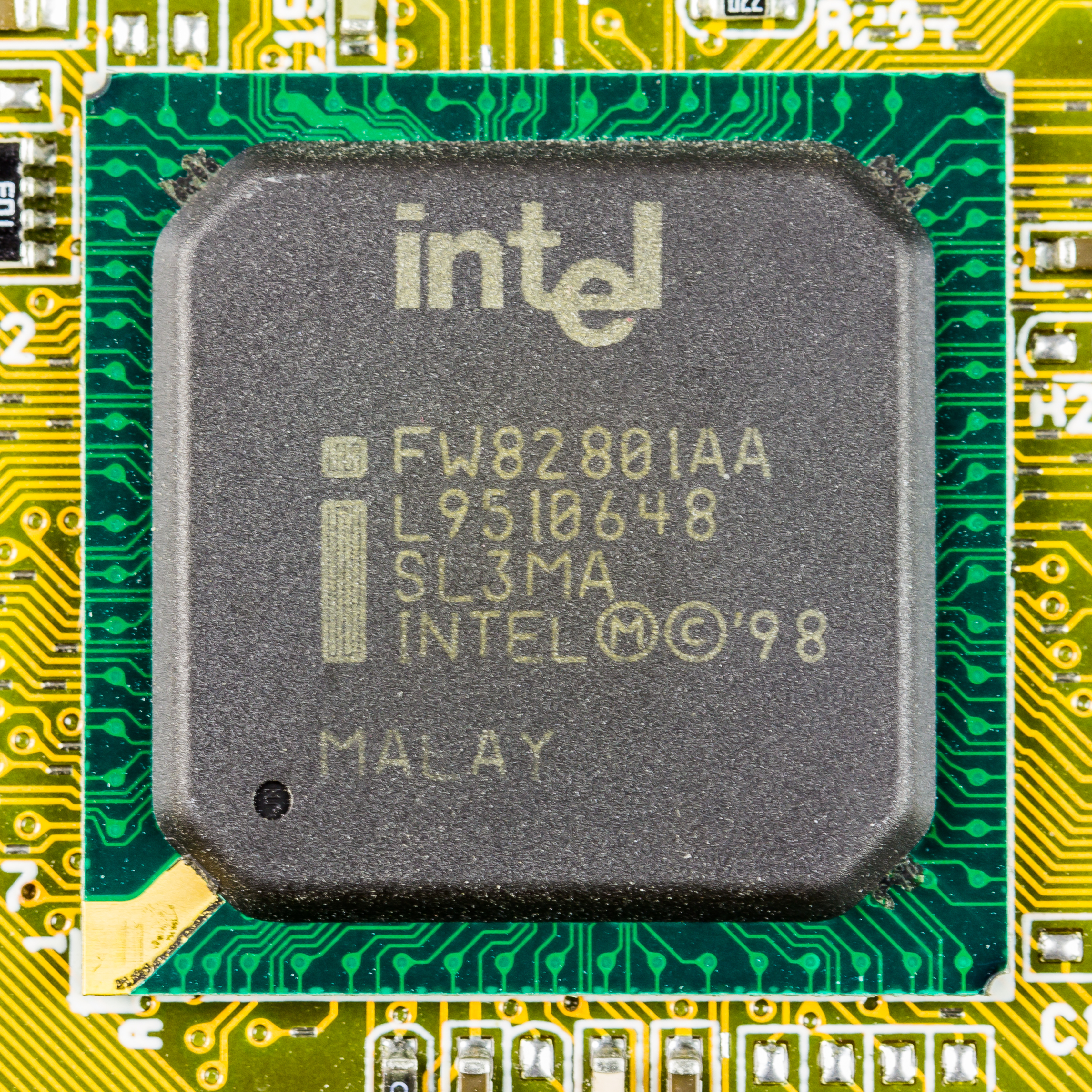
ICH 82801AA

ICHの最初のバージョンは、ノースブリッジであるIntel 810とともに用いるサウスブリッジとして1999年6月に発表された。前身のPIIXが、133 MB/sのPCIバスでノースブリッジと接続していたのに対して、ICHは8ビット幅、266 MB/sの独自のインタフェース（インテルはハブ・インタフェースと呼んでいる）でノースブリッジと接続した。
ハブ・インタフェースは、マザーボード上の異なる部品を接続するための、ポイント・ツー・ポイント接続であった。もう1つの設計上の決定は、マザーボード上でのノースブリッジ・サウスブリッジの固着した配置を、星型に置き換えることであった。
このICH発表以降、インテルは「ハブ」という用語を他でも使用するようになった。結果として、ノースブリッジのうちICH（世代やモデルを問わず）と組み合わされるものはメモリー・コントローラー・ハブ (Memory Controller Hub, MCH) 、あるいは統合グラフィックスをもつものは Graphics and Memory Controller Hub (GMCH) となった。
その他のICHの特徴:
- PCI Rev 2.2に準拠し、33MHzのPCIの動作をサポート
- ACPIをサポート
- Ultra ATAをサポートする、統合されたIDEコントローラ
- I2Cデバイスのサポートを含む、SMBus
- AC'97 2.1準拠
- LPCバスインタフェース
- Audio and Modem Riserのサポート

ラインナップ
このモデルには次の種類がある。
- 82801AA (ICH) - Ultra ATA/66サポート、6 PCIスロット、Alert on LANをサポート
- 82801AB (ICH0) - Ultra ATA/33サポート、4 PCIスロット、Alert on LANは非サポート

### ICH2

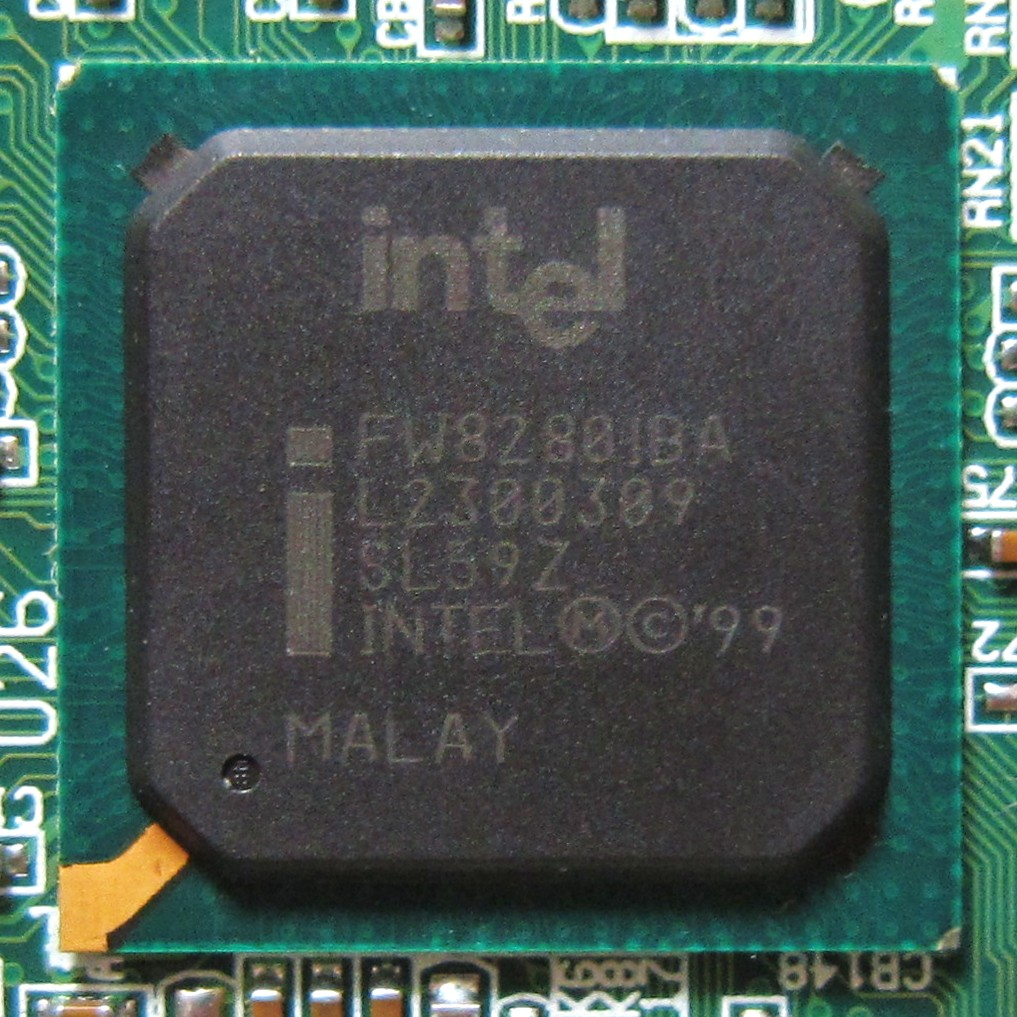
ICH2

2000年に、インテルはi820MCHでの重大な挫折に苦しんでいた。消費者は高価なRDRAMへの出費を行おうとせず、安価なi810チップセット搭載マザーボードを購入したり、競合他社製チップセット使用品へ移ったりした。PC133 SDRAMのためのMCHが急いで開発され、ICH2とでi815チップセットを構成し、ミドルクラスのマザーボードにおけるインテルのシェアを回復した。
ICH1と新しいICH2（360ピン）は、815MCHと共に使用される。ファストイーサネットチップ (Intel 82559) はサウスブリッジに統合されたが、外部のPHYチップに依存していた。これらをライザーカードとして使用する為にICHではAMRがサポートされたが、ICH2以降ではAMRを発展させたCNRに置き換えられている。
以前のICHに比べて、PATAインタフェースはATA/66からATA/100に性能向上し、USBポートの数は2倍の4となった。サウンドインタフェースは6チャネルとなった。
ラインナップ
このモデルには次の種類がある。
- 82801BA (ICH2) 基本モデル
- 82801BAM (ICH2-M) モバイル向け基本モデル

### ICH3

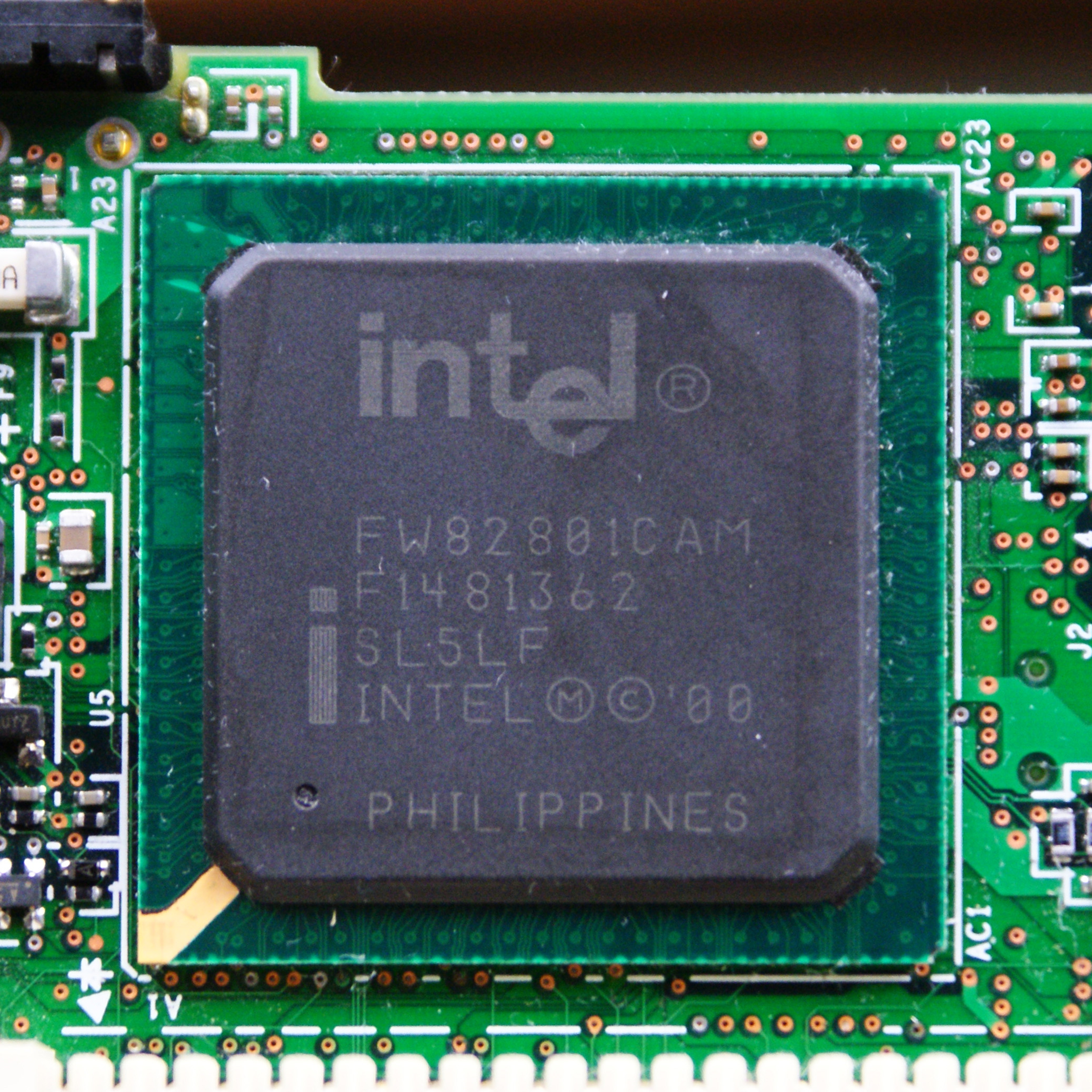
ICH3-M

2001年に、インテルは2種類のICH3を出荷した。サーバ用のICH3-Sは、E7501MCHと共に使用された。もう一つのモバイル向けICH3-Mはi830MCH又はi845MCHと共に使用された。デスクトップマザーボード向けのICH3は存在しない。
ICH2と比較しての違いはごく一部である。PATAコントローラの「ネイティブモード」のサポート、最大6つのUSB 1.1デバイス、SMBus 2.0、動作中に省電力対応デバイスの電源を切ることを可能とする最新のSpeedStepが違いである。このチップは421ピンである。
ラインナップ
このモデルには次の種類がある。
- 82801CA (ICH3-S) サーバ向け[4]
- 82801CAM (ICH3-M) モバイル向け[5]

### ICH4

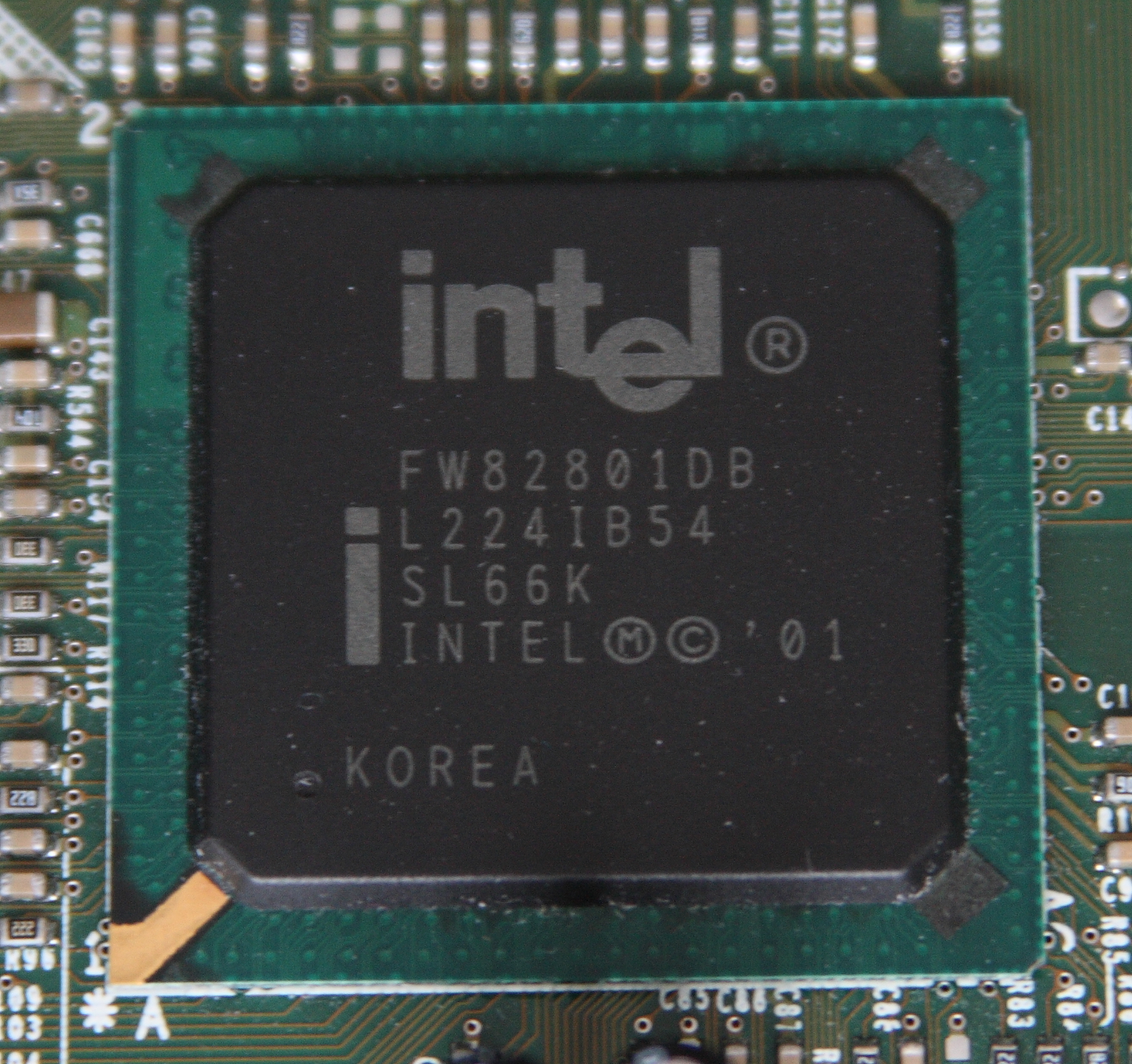
ICH4

ICH4はインテルの2002年のサウスブリッジである。最も重要な革新は6ポート全てがUSB 2.0をサポートしたことである。サウンドのサポートが改善され、最新のAC97仕様である2.3版に対応した。従前のICH3と同様に、ICH4は421ピンである。
ラインナップ
このモデルには次の種類がある。
- 82801DB (ICH4) 基本モデル[6]
- 82801DBM (ICH4-M) モバイル向け基本モデル[7]

### ICH5

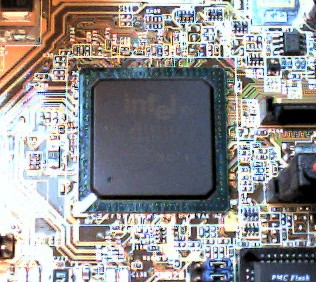
ICH5R

2003年に、i865MCHおよびi875MCHに合わせてICH5が作られた。
特徴
- SATAホストコントローラが統合された。準拠しているSATAの技術仕様書の版は「SATA 1.0a」で、150MBytes/secの転送速度を持つ。ICH5Rは、SATAポートでのRAID 0のサポートを追加したモデルである。
- 8ポートのUSB 2.0ポートが使用可能である。
- ICH5はACPI 2.0を完全にサポートした。
- ICH5は460ピンである。

CSA
1999年以降、266MB/sのハブインタフェースがボトルネックと考えられた。この新しいチップの世代で、インテルはギガビット・イーサネットコントローラをMCHに直接接続するオプションポートを提供した。そのCSA (Communication Streaming Architecture)技術の目的は、メモリへの直接アクセスによりギガビット･イーサネットの遅延を低減し、ハードディスクやPCIのデータトラフィックのために、ICHとMCHの間のハブインタフェースのバス帯域を開放することである。
不良率増加
2004年の中盤以降、大手のマザーボードメーカーはICH5を備えたマザーボードの不良率が増加していることに気が付いていた。原因は、あるICH5のステッピングで静電気耐性が不十分になっていたことである。特に、PCケースのフロントパネル側でUSBデバイスを接続した場合、USBコネクタを囲む樹脂製ベゼルに蓄積された静電気の放電によってICH5が故障した（PCケースの背面に設けられたUSBコネクタでは周囲がむき出しの金属（鈑金）であり樹脂製ベゼルで化粧されていることは稀で、帯電することは多くなかった）。インテルは静電気耐性を向上したICH5を出荷することで問題に対応した。未対策ICH5への後付け対策はサージ防護部品をUSBポートに追加することであるが、この電子部品はUSB 2.0の高速信号の波形を歪ませ（鈍（なま）らせ）通信品質を落とす。通信品質低下に加えてコストも掛かるため、多くのマザーボードメーカーはこの後付け対策を省略した。
ラインナップ
このモデルには次の種類がある。
- 82801E (C-ICH) 通信機器用[8]
- 82801EB (ICH5) 基本モデル[9]
- 82801ER (ICH5R) RAID[9]
- 82801EBM (ICH5-M) モバイル向け基本モデル
- 6300ESB (ESB) エンタープライズ向け[10]

### ICH6

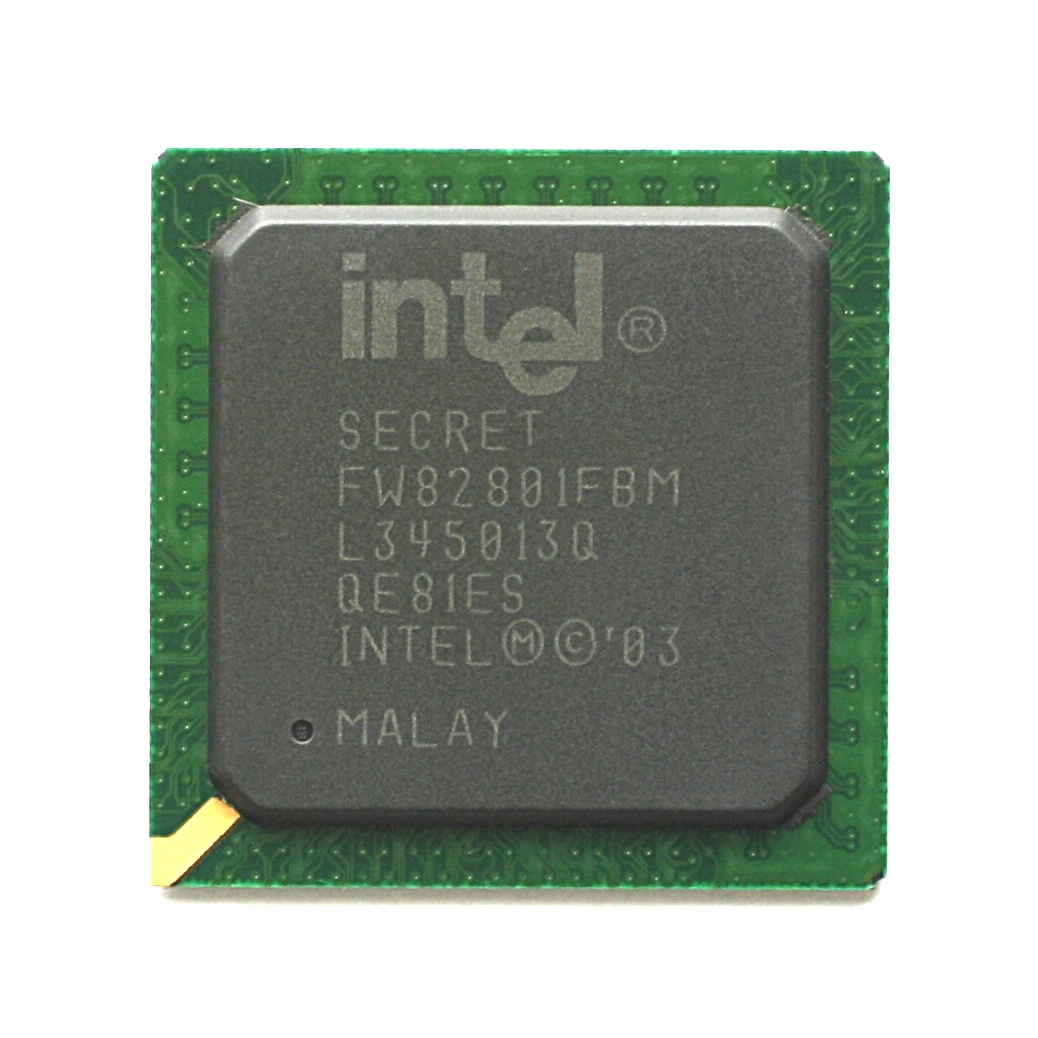
ICH6-M

ICH6は、インテルによる最初のPCI Expressサウスブリッジである。4つのPCI Express x1ポートが利用可能である。より高速なx16ポートはMCH側に収容された。ボトルネックのハブインタフェースは、1方向につき1GB/sの新しいDMI（実態は「PCI Express x4リンク」と言って良い）に取り替えられた。インテルHD Audioのサポートが追加された。AC97と、旧いPCI 2.3のサポートは継続された。
2つのSATAポートが追加（計4）されたが、PATAポートは2ポート4デバイスから1ポート2デバイスへ半減された。またPATAポートは、最速規格(ATA133)ではなくATA100に留まる。派生のICH6Rは、RAID 0, 1, 0+1 とインテル特有の"Matrix RAID"（インテル・ラピッド・ストレージ・テクノロジーに含まれる）をサポートした。準拠しているSATAの技術仕様書の版は従前製品であるICH5同様に「SATA 1.0a」で、150MB/sの転送速度を持つ。
ICH6RとICH6-Mが内包するSATAコントローラはAHCIに対応した。ICH6RはRAID構成を採らない場合でも、他のモデル同様にAHCIを利用できる。このチップは652ピンである。当初インテルはICH6WとICH6RWという派生のチップを出荷する予定であった。これらは無線LANへのソフトウェアアクセスポイントを含んでいた。これらのチップはロードマップ内で発表されたが販売はされなかった。
ラインナップ
このモデルには次の種類がある。
- 82801FB (ICH6) 基本モデル[11]
- 82801FR (ICH6R) RAID[11]
- 82801FBM (ICH6-M) モバイル向け基本モデル[11]
- 6311ESB (ESB2) エンタープライズ向け[12]
- 6321ESB (ESB2) エンタープライズ向け[12]

### ICH7
ICH7は2005年の中頃に、インテルの新しいハイエンドのMCHである82995Xと組み合わされ「i955Xチップセット」として出荷を開始した。2つのPCI Express x1ポートが追加され、SATAコントローラのデータ転送性能は300MB/sに向上した（デスクトップ向けのみ）。また、インテルの「アクティブ・マネージメント・テクノロジー」が追加された。基本モデルであるICH7を除いたモデルがAHCIをサポートしている。ICH7Rは、ICH6Rに比して新たにRAID 5を追加サポートしている。
ICH7は945/955/975シリーズの他にP31/G31/G41チップセットのサウスブリッジとしても構成され、またAtom(Pineview)と共に用いられるNM10もICH7に近い仕様である。
ラインナップ
このモデルには次の種類がある。
- 82801GB (ICH7) 基本モデル
- 82801GR (ICH7R) RAID
- 82801GDH (ICH7DH) ディジタルホーム
- 82801GBM (ICH7-M) モバイル向け基本モデル
- 82801GHM (ICH7-M DH) モバイル向けディジタルホーム
- 82801GU (ICH7-U) ウルトラモバイル

### ICH8
ICH8はいくつかのバージョンで提供され、965クラスのMCHチップと共に使用される。モバイル向け以外のICH8は従来のPATAインタフェースを持たず、一つのAC97しか持たない。実際には、ほとんどのマザーボードメーカーは、JMicronやマーベルによるチップを追加し、PATA接続をサポートしている。ICH8では、eSATAとギガビット・イーサネット（以前はMCHに収められていた）を制御した（ただしeSATAはデスクトップ版のみ）。基本モデルは4つのSATA 2.0ポートだけをサポートしている。またモバイル向け製品でもSATA 3Gbpsをサポートするようになった。
他のチップと同じく、ICH8R (RAID)は6台のSATAデバイスを接続することが出来る。さらにICH8DHはクイックリジュームが可能でP965MCHやG965MCHと合わせてIntel Viiv適合システムで使用される。ICH8DOはQ965MCHに対応し、これらを合わせることでIntel vProに対応する。
ラインナップ
このモデルには次の種類がある。
- 82801HB (ICH8) 基本モデル
- 82801HR (ICH8R) RAID
- 82801HDH (ICH8DH) ディジタルホーム
- 82801HDO (ICH8DO) ディジタルオフィス
- 82801HBM (ICH8M) モバイル向け基本モデル
- 82801HEM (ICH8M-E) モバイル向け拡張モデル

### ICH9
ICH9は2007年5月にIntel 3 SeriesのMCHとあわせて発表された。ICH8と同様PATAをサポートしないが、実際には、多くのマザーボードメーカーは、追加のチップを使うことでPATAの提供を継続した。ICH9R, ICH9DH, ICH9DOチップだけがAHCIをサポートしている。
最大4レーンに構成できる6つのPCI Expressポートを装備するがそのレビジョンは1.1（通称Gen1）であり、組み合わせて用いられることが多かったIntel 3 Series MCHが持つ、16レーンPCI Expressポートのレビジョン2.0（通称Gen2）とは乖離があった。Intel 3 Seriesを搭載した製品のなかには、ICH9を含む構成であってもPCI Expressポートのレビジョンを（MCHの16レーンである）「2.0(Gen2)」と一種しか表記しないものが多く、全てのポート（すなわち全てのPCI Express 拡張カードスロット）がGen2であるとの誤解を招く場合があった。この乖離は後継製品ICH10で解消された。
ラインナップ
このモデルには次の種類がある。
- 82801IB (ICH9) 基本モデル
- 82801IR (ICH9R) RAID
- 82801IH (ICH9DH) ディジタルホーム
- 82801IO (ICH9DO) ディジタルオフィス
- 82801IBM (ICH9M) モバイル向け基本モデル
- 82801IEM (ICH9M-E) モバイル向け拡張モデル
- 82801IUX (ICH9M-SFF) モバイル向けSFFモデル

### ICH10
2008年6月、インテルはICH10を、開発コードネームがEaglelakeであったMCHと組み合わせIntel 4 Seriesとして出荷した。ICH10はMCHとのインタフェースとして、10Gbit/sの双方向DMIを実装している。ICH10は各種の「低速」周辺機器をサポートすると同時に、ハウスキーピング機能をサポートしている。
ICH10は、PATAやLPTを直接サポートしていない。SATAポートはAHCIモードを使用することでホットスワップ機能をサポートしている。ICH10は、CPUの負荷を低減し消費電力を減らす機能も提供する。ICH10RはRAID対応版であり、「Turbo Memory」と呼ばれる新しい機能をサポートする。これは、マザーボード上のフラッシュメモリを使用してキャッシングを高速化する。
周辺機器のサポート
- PCI Express 2.0(Gen2、但し速度はGen1相当の2.5GT/s)を6ポート、内4ポートは4つの1xとしても、1つの4xとしても設定できる
- PCIバス
- レガシーIDEやAHCIモードを持つ、3Gbit/s SATAを6ポート。外部のeSATAもサポート可能
- インテル HD Audio
- ギガビットLANを統合
- 6つのUSB 2.0コントローラ

ラインナップ
このモデルには次の種類がある。
- 82801JIB (ICH10) 基本モデル
- 82801JIR (ICH10R) RAID
- 82801JD (ICH10D) コーポレートベース
- 82801JDO (ICH10DO) ディジタルオフィス

ICH10はインテルにおけるI/O コントローラー・ハブの最終製品である。Intel 5 Seriesでは、最初に登場したBloomfieldにおいてはこのICH10が用いられたが、次に登場したLynnfieldでは「ノースブリッジ + サウスブリッジ」という構成が廃止され、したがってサウスブリッジであるI/O コントローラー・ハブも廃された。ただし、従来のサウスブリッジ相当の機能はプラットフォーム・コントローラー・ハブと名を改めた1チップ構成のチップセットが担当しており、それらが実質的な後継といえる。

## RAIDシステム
ICH5RとICH6RのRAIDシステムはインテル Matrix RAIDである。ICH7RからICH10RのRAIDシステムは、左記Matrix RAIDから改名したインテル ラピッド・ストレージ・テクノロジー (Intel RST) によってサポートされる。